# Tetendorf
Tetendorf ist ein Ortsteil der Stadt Soltau im Landkreis Heidekreis in Niedersachsen. Die Ortschaft hat ca. 180 Einwohner.

## Geografie
Tetendorf liegt in der Lüneburger Heide südlich von Soltau am Fluss Böhme.
Durch den Ort verlaufen die Bundesstraße 3 und die Kreisstraße 48.
Zu Tetendorf gehören die Weiler Loh und Weiher.

## Geschichte
Am 1. März 1974 wurde Tetendorf in die Stadt Soltau eingegliedert.

## Politik
Ortsvorsteher ist Waldemar Seißelberg.

## Kultur und Sehenswürdigkeiten
- In Tetendorf befindet sich ein Teil des Naturschutzgebietes Schwarzes Moor bei Dannhorn.
- Auf dem Hof Loh befindet sich ein Golfplatz.

In der Liste der Baudenkmale in Soltau sind für Tetendorf drei Baudenkmale aufgeführt.